# Lasianthus wardii
Lasianthus wardii är en måreväxtart som beskrevs av Cecil Ernest Claude Fischer och Kailash Nath Kaul. Lasianthus wardii ingår i släktet Lasianthus och familjen måreväxter. Inga underarter finns listade i Catalogue of Life.